# WTA-toernooi van Ponte Vedra Beach
Het WTA-toernooi van Ponte Vedra Beach was een jaarlijks terugkerend tennistoernooi voor vrouwen dat werd georganiseerd in de Amerikaanse plaats Ponte Vedra Beach, Florida. Het was de opvolger van het WTA-toernooi van Amelia Island, dat na 2008 niet werd voortgezet.
Toen het toernooi in 2009 verhuisde van Amelia Island naar Ponte Vedra Beach, werd het ingedeeld in de "International"-categorie.
In mei 2010 werd door de organisatie beslist om het toernooi na 2010 niet voort te zetten. De WTA verkleinde namelijk het aantal graveltoernooien in het voorjaar en dat ging ten koste van het toernooi in Ponte Vedra Beach dat in de laagste categorie viel. De WTA bood alternatieve data, maar voor februari was geen accommodatie beschikbaar en in juli kan het in Florida te heet zijn.

## Meervoudig winnaressen enkelspel
| speelster          | aantal titels | in de jaren |
| ------------------ | ------------- | ----------- |
| Caroline Wozniacki | 2             | 2009, 2010  |

## Finales

### Enkelspel
| Datum      | Naam                    | Cat.          | ($)     | Ondergrond     | Winnares           | Verliezend finaliste | Uitslag  |         |
| ---------- | ----------------------- | ------------- | ------- | -------------- | ------------------ | -------------------- | -------- | ------- |
| 2009-04-06 | MPS Group Championships | International | 220.000 | gravel, buiten | Caroline Wozniacki | Aleksandra Wozniak   | 6-1, 6-2 | details |
| 2010-04-05 | MPS Group Championships | International | 220.000 | gravel, buiten | Caroline Wozniacki | Volha Havartsova     | 6-2, 7-5 | details |

### Dubbelspel
| Datum      | Naam                    | Cat.          | ($)     | Ondergrond     | Winnaressen                  | Verliezend finalistes       | Uitslag          |         |
| ---------- | ----------------------- | ------------- | ------- | -------------- | ---------------------------- | --------------------------- | ---------------- | ------- |
| 2009-04-06 | MPS Group Championships | International | 220.000 | gravel, buiten | Chuang Chia-jung Sania Mirza | Květa Peschke Lisa Raymond  | 6-3, 4-6, [10-7] | details |
| 2010-04-05 | MPS Group Championships | International | 220.000 | gravel, buiten | Bethanie Mattek-Sands Yan Zi | Chuang Chia-jung Peng Shuai | 4-6, 6-4, [10-8] | details |

2009 · 2010
ITF-toernooien (mannen en vrouwen)

ATP-toernooien (mannen) – ATP-seizoen 2025

WTA-toernooien (vrouwen) – WTA-seizoen 2025

Voormalige toernooien mannen
Voormalige toernooien vrouwen
Voormalige amateurtoernooien